# کوهنگ (درخت)
کُوهِنگ یا ( کِهُنگ ) درختی است کهن‌سال به ارتفاع قریب به ۵ متر و گاهیً ارتفاعش تا ۷ یا ۸ متر نیز رسیده‌است در بعضی از مناطق کوهستانی.
شاخه‌های این درخت سفید کمی مایل به خاکستری است. این درخت نیز مانند سایر درخت‌های کوهستان مانند کُنار، کُور و سمر در مناطق مختلف کوه کم و بیش یافت می‌شود، اما بیشتر در قله‌های پرارتفاع، پرتگاه‌ها، نرگ‌ها و سرگردها و مناطق دور دست کوهستانی می‌روید.

## کُوهِنگ در کوهستان هرمزگان
در سراسر کوه‌ها و کوهستان‌های استان هرمزگان به ویژه کوه‌های شهرستان بستک و رشته کوه‌های شمالی وجنوبی بخش کوخرد و قله کوه‌های لاور نادردون و قلهٔ شاهینکوه درخت کِهُنگ فراوان است و خوبی یافت می‌شود. درخت «کُوهِنگ» یا «کِهُنگ» در فصل تابستان سرسبز، و در فصل زمستان برگ می‌ریزد و به صورت درختی خشک دیده می‌شود.

## میوه کُوهِنگ
میوه این درخت هم‌زمان با رسیدن ثمر نخل خرما «زامردان» میوهش می‌رسد و قابل مصرف است. میوه درخت کُوهِنگ ریز و مُدَوَر «گِرد» و کُورَوی مانند و به رنگ سبز تیره‌است، و به نام کِهُنگ معروف است. البته نوع دیگر نیز هست که کمی درشتر است و به نان «بـِرکُوه» معروف است. نام درخت بـِرکُوه بـِنهِ است، ثمر این درخت کمی سخت است و از ثمر کُوهِنگ نیز کمی درشتر است و میوهش به نام بـِرکُوه معروف است و خوش مزه‌است.